# Трафарет

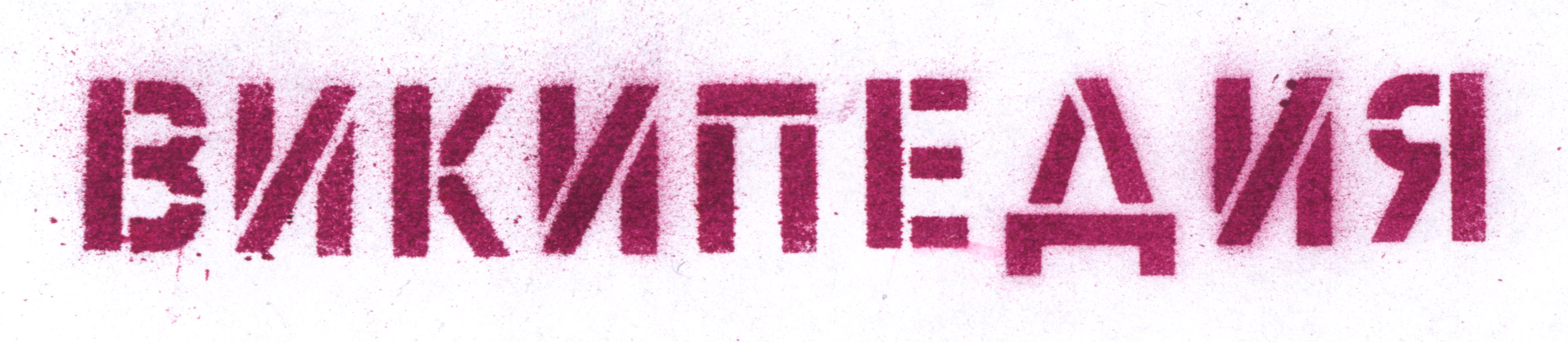
Слово «Википедия», написанное через трафарет

Офицерская линейка с трафаретами

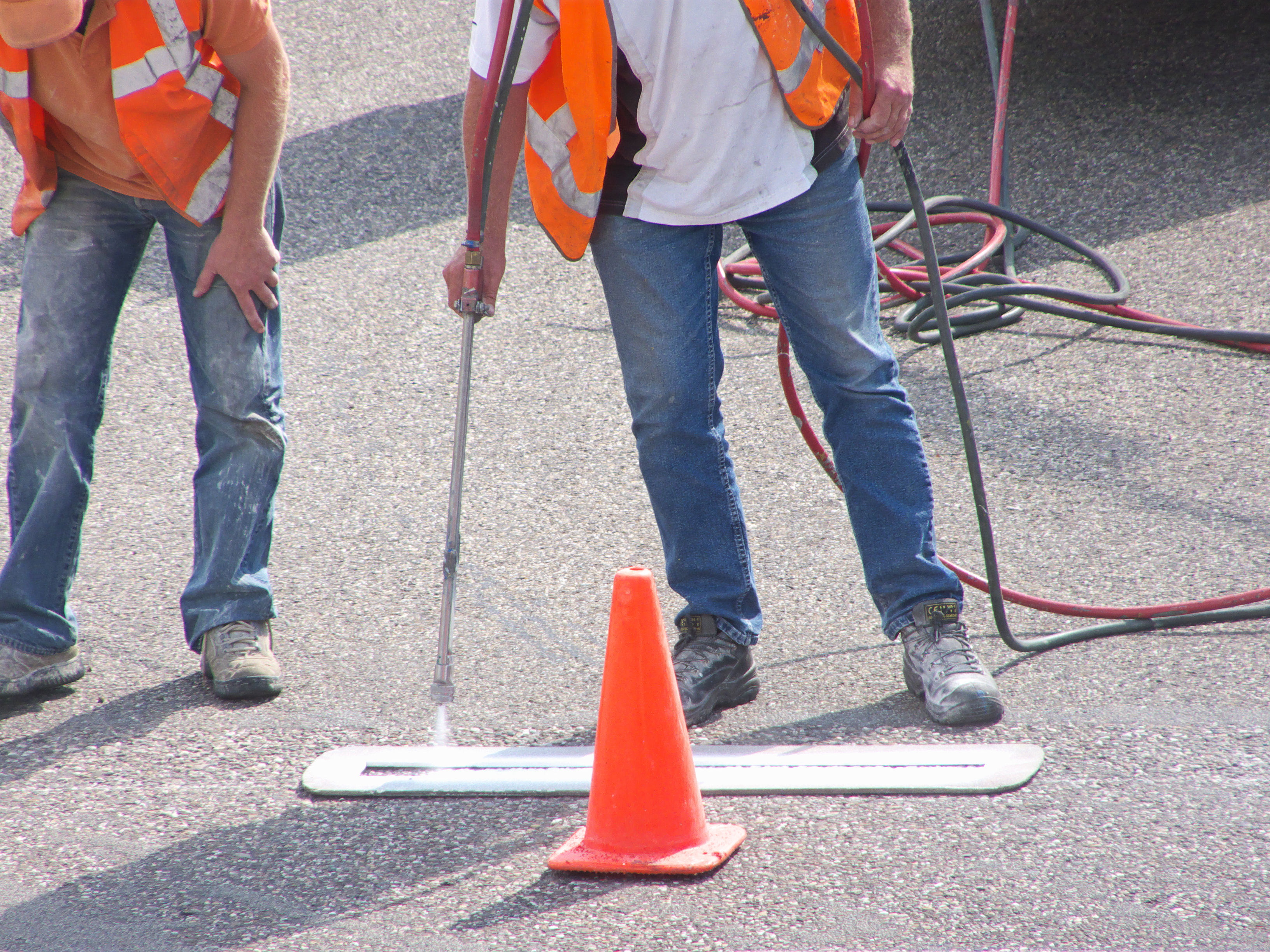
Нанесение дорожной разметки через трафарет

Трафаре́т (от итал. traforetto — продырявленный) — техника размножения простых рисунков и орнаментов; тонкая пластина, в которой прорезан рисунок, подлежащий воспроизведению; изображение, созданное с помощью данного приспособления.
В технике и промышленности результат использования трафарета этим же словом не называют, однозначно сопоставляя термин именно с самой маской. Короткий текст, нанесенный на предмет, называют надпись; знак, нанесенный на предмет, — метка.
Трафареты применяют как самостоятельно, так и используют при трафаретной печати, когда трафарет накладывается на сетку или создается на ней.

## Приспособление

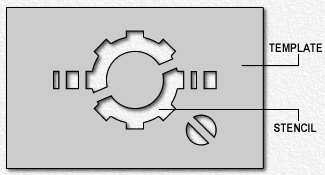
Трафарет (тёмно-серый), наложенный на лист бумаги (светло-серая)

Трафарет представляет собой лист плёнки, бумаги, или другого материала, в котором вырезаны несколько сквозных отверстий различной формы, или сегментов, составляющих исходное изображение. При изготовлении трафарета картинка разбивается на сегменты таким образом, чтобы при прорисовке трафарет не рвался, а изображение оставалось читаемым. В стэнсил-арте учитывают критерий художественной выразительности.

### Виды
Трафареты можно разделить на группы по разным критериям.
- По количеству слоёв — однослойный и многослойный трафареты.
- По длительности использования: одноразовый и многоразовый.
- По материалу: бумажный, картонный, пленочный, металлический и другие.
- По месту использования: на производстве, в искусстве, в дизайне, в кулинарии и т. д.

### Материалы

#### В стрит-арте
Наиболее распространённый материал для изготовления трафарета форматом до А3 — бумага для принтера, для больших форматов лучше подходит ватман.

#### В производстве электроники
Трафареты из тонкой фольги применяются для нанесения технологических материалов, таких как паяльная паста, клей, краска на печатную плату в условиях производства электроники. Трафареты изготавливаются различной толщины, которая обуславливает количество наносимого материала. Для нанесения материала применяются специализированные ручные или автоматические принтеры, в которых закрепляется трафарет. Нанесение материала выполняется с помощью ракеля или шпателя, при движении которого паяльная паста или клей продавливаются сквозь отверстия в трафарете.

#### Прочие
Трафареты для дизайна интерьера могут изготавливаться из гибкого пластика или бумаги. Трафареты для детей делают из более жесткого пластика. Трафареты для менди бывают бумажные и пластиковые.

### Техника изготовления

#### Изготовление вручную

Элвис Пресли (изображение, постеризованное до двух цветов)

1. Создание изображения. Исходное изображение рисуется от руки или распечатывается на принтере. Для создания больших трафаретов может использоваться разделение исходного электронного изображения на сегменты с последующим распечатыванием на принтере и совмещением. При обработке фотографий используется функция уменьшения количества цветов — постеризация. В этот же этап входит определение местонахождения, числа и формы мостиков соединяющих части трафарета.
2. Распечатывание. Два сегмента изображения распечатанные на листах бумаги формата А4 могут быть соединены скотчем. Если изображение больше формата А3 то распечатанные на принтере изображения могут быть наклеены на ватман с помощью клея-карандаша и удалены после вырезания.
3. Вырезание. Для вырезания трафаретов вручную чаще всего используются канцелярский нож или нож для моделирования. Процесс вырезания происходит на специальном коврике, либо на куске ДВП, стекла или пластика. Ошибки при вырезании могут исправляться с помощью скотча и кусочков бумаги либо плёнки.

#### Изготовление на специальном оборудовании
1. Режущий плоттер.
2. Вырезание лазером. В современном производстве трафареты изготавливаются на специализированных установках для лазерного раскроя, которые по программе с высокой точностью прожигают материал трафарета. После изготовления, для окончательной обработки кромок, материал, например металлического трафарета, подвергают процессу шлифования, облегчающему отделение пасты или клея от трафарета.
3. Вырезание на фрезерном станке с ЧПУ. Для изготовления трафаретов также используют фрезерный станок с ЧПУ, предназначенный для раскроя листовых материалов. На таких станках возможно изготовление крупноразмерных трафаретов, используемых, в частности, для нанесения навигационной разметки на крупных парковках или аэродромах, для маркировки подвижного состава на железной дороге или военной техники.

### Использование

#### В искусстве
Трафареты используются для создания произведений искусства, известных как стэнсил-арт (англ. stencil art).

##### Стрит-арт(Street art)
В граффити трафареты используются для увеличения чёткости рисунка или быстрого воспроизведения картинки много раз. Иначе говоря райтеры применяют его, например, когда нужно добавить много однотипных мелких, но чётко прорисованных элементов или поставить тег. Рисунок наносится аэрозольным баллончиком с краской.
Так же они могут использоваться как самостоятельное средство художественного самовыражения.
Как правило, такие трафареты изготовляются вручную из бумаги или картона.

#### Прочее
- Трафареты успешно используются в целях наружной рекламы. С их помощью рекламные сообщения наносятся на асфальт или другое дорожное покрытие. Преимущества такой рекламы в её дешевизне и оперативности. Подобные рекламные кампании получили название «пиратских» или коротко «пиратка». Несмотря на неказистость, к подобной рекламной стратегии прибегают не только мелкие предприниматели, но и крупные бренды. Например всемирно известные компании, специализирующиеся на производстве экипировки для бега, размещают при помощи трафаретов свою символику и слоганы на беговых дорожках. И таким образом добиваются контакта со своей целевой аудиторией.
- Трафареты используются для пропаганды различными общественными движениями.
- Трафареты используются для украшения жилых помещений.
- Трафареты небольшого размера из пластмассы используются в качестве детских игрушек.
- В промышленности и в армии используются трафареты крупных размеров. Они применяются для быстрого нанесения крупных пометок, маркировок или для скоростной нумерации. Как правило, достаточно провести валиком с краской по всей поверхности трафарета 2—3 раза.
- В черчении металлические или пластмассовые трафареты облегчают нанесение надписей и стандартных геометрических фигур на чертежи.
- В 70-х—80-х годах XX века с помощью трафаретов делались надписи на плакатах. Известно несколько видов специально разработанных трафаретных шрифтов.
- Трафареты можно использовать для нанесения целых предложений, таких как знаменитая надпись «Граждане! При артобстреле эта сторона улицы наиболее опасна» на Невском проспекте.
- Иногда трафареты используются в полиграфии, например, в ротаторе.
- Трафареты используются для нанесение узоров на кожу хной — менди.
- Трафареты используются для украшения тортов и других кулинарных изделий сахарной пудрой или какао.
- Трафареты используются для нанесения узоров и изображений на капучино.

## Изображение

### Виды
Трафареты можно разделить на группы по разным критериям.
- По количеству цветов: двухцветный и многоцветный.
- По цветам: черно-белый и цветной.
- По использованной технике: трафаретная техника и техника с применением живописи, граффити или постер-арта (смешанная техника)

### Краски
- Для нанесения рисунка через трафарет чаще всего используются спрей-краски. Известными марками спрей-красок являются Montana (Германия), MTN (Испания), Molotow (Германия), Sabotaz80 (Греция). Часто используются менее качественные и более дешёвые Abro (США), Bosny.
- Для покрытия больших площадей может использоваться водно-дисперсионная краска.
- Для декорирования с помощью трафаретов интерьера и различных предметов может использоваться акриловая краска, наносимая с помощью кисточки, тампона или губки.
- Трафареты небольшого размера можно прокрашивать перманентным маркером.

## Термины
- Кэп (англ. Сap) — колпачок к аэрозольному баллону, распыляющий краску особым образом. Для нанесения трафаретов используются разные кэпы. Кэпы дающие широкую струю краски удобны для закрашивания больших площадей.
- Островок — часть трафарета, которая держится на «мостиках».
- Мостики — части трафарета удерживающие островки. Например, если на трафарете в букве «о» удалить «мостики» — «островок» вывалится и буква превратится в круглую дырку.
- Оверспрей — (overspray) — дословный перевод как «чрезмерное распыление». След от краски вокруг трафарета, а также капельки краски попавшие под недостаточно плотно прижатый к окрашиваемой поверхности трафарет.
- Траф — трафарет.
- Бомбить — создавать нелегальные изображения на улицах, в том числе с помощью трафарета.

## Фильмы о стэнсил-арт
- 2010 — Exit Through the Gift Shop («Выход через сувенирную лавку») — фильм райтера Бэнкси о стритарте

##### Художники
- C215
- Бэнкси
- Эрнест Пиньон-Эрнест

##### Галерея
|  |  |  |  |

|  |  |  |